# Hugo-Treffner-Gymnasium
Das Hugo-Treffner-Gymnasium (estnisch Hugo Treffneri Gümnaasium) in Tartu ist eine der renommiertesten Bildungsanstalten Estlands. Zahlreiche berühmte estnische Persönlichkeiten haben Ende des 19. und ab dem Beginn des 20. Jahrhunderts dort das Abitur abgelegt.

## 19. Jahrhundert
Der estnische Pädagoge und Intellektuelle Hugo Treffner erhielt am 7. Dezember 1883 die Erlaubnis zur Gründung der Knabenschule. Bereits am 1. Januar 1884 wurde der Lehrbetrieb aufgenommen. Zunächst wurden nur die drei untersten Klassen des Gymnasiums unterrichtet.
Unterrichtssprache war Deutsch, die traditionelle Bildungssprache Estlands. Bereits 1889 wurde jedoch im Zeichen der durch den Zaren aufgezwungenen Russifizierung Estlands Russisch als Schulsprache eingeführt. 1890 wurde die Schule auf acht Klassen erweitert.

## 20. Jahrhundert
1907 nahm das Gymnasium offiziell den Namen Hugo Treffners an und wurde Privatschule. Nach dem Tod Treffners 1912 übernahm seine Witwe die Leitung der Schule. Ab 1917 bis 1940 leitete ihr Verwandter Konstantin Treffner das Gymnasium. Mit der Erlangung der estnischen Unabhängigkeit wurde ab Herbst 1918 Estnisch als Unterrichtssprache eingeführt. Besonders vor dem Zweiten Weltkrieg war das Hugo-Treffner-Gymnasium eine der führenden Eliteschulen und Bildungsschmieden des Landes.
Mit der sowjetischen Besetzung Estlands wurde der Name Hugo Treffner gestrichen. Die Schule hieß fortan „IV. Mittelschule“, ab 1944 „I. Mittelschule“. 1954 wurde die Koedukation eingeführt und auch Mädchen zum Schulunterricht zugelassen.
Mit Wiedererlangung der estnischen Unabhängigkeit 1990 wurde der Schule erneut ihr historischer Name verliehen. Seit 1998 werden nur noch die letzten drei Jahrgangsstufen vor dem Abitur unterrichtet.